# M-Stoff
Article principal: metanol
M-Stoff (Alemany: Substància M) era el nom que van donar els enginyers alemanys durant la Segona Guerra Mundial al metanol CH₃OH utilitzat com a ergol per a la propulsió de motors de coet. Barrejat amb B-Stoff donava C-Stoff, usat sobretot en el Messerschmitt Me 163B.